# Щеп'ятин
Щеп'ятин (пол. Szczepiatyn) — село в Польщі, у гміні Ульгівок Томашовського повіту Люблінського воєводства. Населення — 256 осіб (2011).

## Історія
Село належало до Равського повіту. На 01.01.1939 в селі проживало 910 мешканців, з них 640 українців-грекокатоликів, 170 українців-римокатоликів, 10 поляків, 50 польських колоністів міжвоєнного періоду, 40 євреїв.
6-15 липня 1947 року під час операції «Вісла» польська армія виселила зі села на приєднані до Польщі північно-західні терени 147 українців. У селі залишилося 65 поляків.
У 1975—1998 роках село належало до Замойського воєводства.

## Населення
Демографічна структура станом на 31 березня 2011 року:
|          | Загалом | Допрацездатний вік | Працездатний вік | Постпрацездатний вік |
| -------- | ------- | ------------------ | ---------------- | -------------------- |
| Чоловіки | 125     | 18                 | 91               | 16                   |
| Жінки    | 131     | 21                 | 81               | 29                   |
| Разом    | 256     | 39                 | 172              | 45                   |

## Відомі люди
- Василь Сенюк (1921—1945) — український військовик, хорунжий УПА, командир сотні «Перебийніс» та командир ТВ-12 «Климів».
- Ярослав Ульгурський (1936) — український дизайнер інтер'єрів, живописець.